# Jake Busey
William Jacob Busey (Los Ángeles, California; 15 de junio de 1971), más conocido como Jake Busey, es un actor estadounidense conocido por sus papeles en películas como Contact, Enemigo público, Starship Troopers, The Frighteners y Tomcats, y que también participó en series de televisión y como actor de voz en videojuegos.

## Biografía
Nacido en Los Ángeles, Jake Busey fue criado en Malibú y heredó de su padre, Gary Busey, su afición por el cine y la música. Aprendió a tocar la batería y el bajo, y debutó como actor a los siete años junto a su padre en Libertad Condicional (Straight Time), película en la que también trabajó Dustin Hoffman.
Posteriormente fue estudiante en un programa de actuación y asistió a un taller con el profesor de actuación James Best.
Tras años asistiendo a audiciones, la primera película exitosa en la que trabajó fue Twister, de 1996, nominada para dos Premios Óscar, y al año siguiente actuó en Contact junto a Jodie Foster y en Starship Troopers.
Baterista desde su infancia, Busey dedica su tiempo libre a su agrupación musical, en la que toca el bajo, y también es piloto de aviación al igual que su padre; consiguió su licencia en septiembre de 1997.
El 30 de julio de 2012 se convirtió en padre, al nacer su hija Autumn Rosalia Busey, fruto de su relación con la actriz April Hutchinson.

## Filmografía

### Cine
| Año  | Título                                     | Título original                             | Personaje                      | Dirección                         |
| ---- | ------------------------------------------ | ------------------------------------------- | ------------------------------ | --------------------------------- |
| 1978 | Libertad condicional                       | Straight Time                               | Henry Darin                    | Ulu Grosbard y Dustin Hoffman     |
| 1982 | Barbarosa                                  | Barbarosa                                   | (cocinero)                     | Fred Schepisi                     |
| 1989 | En el silencio de la noche                 | Hider in the House                          | (voz del joven Tom Sykes)      | Matthew Patrick                   |
| 1993 | Shimmer                                    | Shimmer                                     | Richard Halverson              | John Hanson                       |
| 1994 | Aprendiendo a vivir                        | I'll Do Anything                            | (chofer de Burke Adler)        | James L. Brooks                   |
| 1994 | The Stöned Age                             | The Stöned Age                              | Jimmy Muldoon                  | James Melkonian                   |
| 1994 | P.C.U.                                     | P.C.U.                                      | Mersh                          | Hart Bochner                      |
| 1994 | WindRunner                                 | WindRunner                                  | Dave Promisco                  | William Clark y William Tannen    |
| 1994 | S.F.W.                                     | S.F.W.                                      | Morrow Streeter                | Jefery Levy                       |
| 1996 | Tornado                                    | Twister                                     | (técnico del laboratorio)      | Jan de Bont                       |
| 1996 | Agárrame esos fantasmas / Muertos de miedo | The Frighteners                             | Johnny Bartlett                | Peter Jackson                     |
| 1997 | Contacto                                   | Contact                                     | Joseph                         | Robert Zemeckis                   |
| 1997 | Días tranquilos                            | Quiet Days in Hollywood                     | Curt                           | Josef Rusnak                      |
| 1997 | Las brigadas del espacio / Invasión        | Starship Troopers                           | Ace Levy                       | Paul Verhoeven                    |
| 1998 | Todo queda en casa                         | Home Fries                                  | Angus Montier                  | Dean Parisot                      |
| 1998 | Enemigo público                            | Enemy of the State                          | Krug                           | Tony Scott                        |
| 1999 | Secuestro por accidente                    | Held Up                                     | Beaumont                       | Steve Rash                        |
| 1999 | Tail Lights Fade                           | Tail Lights Fade                            | Bruce                          | Malcolm Ingram                    |
| 2001 | Juerga de solteros / Mujeriegos en apuros  | Tomcats                                     | Kyle Brenner                   | Gregory Poirier                   |
| 2001 | Fast Sofa                                  | Fast Sofa                                   | Rick Jeffers                   | Salomé Breziner                   |
| 2002 | Un invento millonario                      | The First $20 Million Is Always the Hardest | Darrell Claxton                | Mick Jackson                      |
| 2003 | Caminos cruzados                           | Lost Junction                               | Matt                           | Peter Masterson                   |
| 2003 | Identidad                                  | Identity                                    | Robert Maine                   | James Mangold                     |
| 2004 | Una Navidad de locos                       | Christmas with the Kranks                   | Oficial Treen                  | Joe Roth                          |
| 2005 | Los Hacedores de la lluvia                 | The Rain Makers                             | Shaw                           | Ray Ellingsen                     |
| 2006 | Wristcutters: A Love Story                 | Wristcutters: A Love Story                  | Brian                          | Goran Dukić                       |
| 2006 | Broken                                     | Broken                                      | Vince                          | Alan White                        |
| 2008 | Contra reloj                               | Time Bomb                                   | Jason Philby                   | Erin Berry                        |
| 2010 | La trampa del asesino                      | The Killing Jar                             | Greene                         | Mark Young                        |
| 2012 | Los ojos locos                             | Crazy Eyes                                  | Dan Drake                      | Adam Sherman                      |
| 2013 | Don't Pass Me By                           | Don't Pass Me By                            | Fred Norwick                   | Eric Priestley                    |
| 2013 | La docena del diablo                       | The Devil's Dozen                           |                                | Jeremy London                     |
| 2013 | Sparks                                     | Sparks                                      | Sledge                         | Todd Burrows y Christopher Folino |
| 2013 | Paranormal Movie                           | Paranormal Movie                            | (padrastro)                    | Kevin Farley                      |
| 2013 | Girl Meets Boy                             | Peace and Riot                              | Richard                        | Damion Stephens                   |
| 2014 | Alongside Night                            | Alongside Night                             | (presidente de Estados Unidos) | J. Neil Schulman                  |
| 2014 | Reaper                                     | Reaper                                      | Bill                           | Wen-Han Shih                      |
| 2015 | Fractured                                  | Fractured                                   | Detective James Harding        | Lance Kawas                       |
| 2015 | Creciendo con Smith                        | Good Ol' Boy                                | Oficial Dick                   | Frank Lotito                      |
| 2015 | Más propenso a morir                       | Most Likely to Die                          | Tarkin                         | Anthony DiBlasi                   |
| 2016 | Last Man Club                              | Last Man Club                               | Diamond Jim                    | Bo Brinkman                       |
| 2016 | Deserted                                   | Deserted                                    | Clay                           | Ashley Avis                       |
| 2016 | Enclosure                                  | Enclosure (Arbor Demon)                     | Sean                           | Patrick Rea                       |
| 2016 | Expendable Assets                          | Expendable Assets                           | Tony                           | Tino Struckmann                   |
| 2017 | Swing State                                | Swing State                                 | Woody Woodrow                  | Jonathan Sheldon                  |
| 2017 | Área de conflicto                          | Area of Conflict                            | Tony                           | Tino Struckmann                   |
| 2017 | Dead Ant                                   | Dead Ant                                    | Merrick                        | Ron Carlson                       |
| 2018 | A Boy Called Sailboat                      | A Boy Called Sailboat                       | Bing                           | Cameron Nugent                    |
| 2018 | El Depredador / Depredador 4               | The Predator                                | Sean Keyes                     | Shane Black                       |
| 2019 | Ghost in the Graveyard                     | Ghost in the Graveyard                      | Charlie Sullivan               | Charlie Comparetto                |
| 2019 | Las aventuras de Dally y Spanky            | Adventures of Dally & Spanky                | Aaron                          | Camille Stochitch                 |
| 2020 | El cazador de recompensas                  | A Soldier's Revenge                         | Capitán McCalister             | Michael Feifer                    |
| 2020 | ¡Divos!                                    | Divos!                                      | Señor Kelly                    | Ryan Patrick Bartley              |
| 2022 | A Tale of Two Guns                         | A Tale of Two Guns                          | McCloskey                      | Justin Lee                        |
| 2022 | Shooting Star                              | Shooting Star                               | Señor York                     | Michael Feifer                    |
| 2022 | Pig Killer                                 | Pig Killer                                  | Willy                          | Chad Ferrin                       |
| 2023 | It Wants Blood 2                           | It Wants Blood 2                            | Veal Armstrong                 | James Balsamo                     |
| 2023 | Bluegrass Spirits                          | Bluegrass Spirits                           | Nicholas                       | Jonny Walls                       |

### Directo a video
| Año  | Título                                            | Título original                            | Personaje      | Dirección          |
| ---- | ------------------------------------------------- | ------------------------------------------ | -------------- | ------------------ |
| 2003 | Carretera al infierno II                          | The Hitcher II: I've Been Waiting          | Jack           | Louis Morneau      |
| 2005 | La guerra de los mundos                           | War of the Worlds                          | Samuelson      | David Michael Latt |
| 2006 | Road House 2 - La última llamada                  | Road House 2: Last Call                    | Wild Bill      | Scott Ziehl        |
| 2011 | Cross                                             | Cross                                      | Backfire       | Patrick Durham     |
| 2012 | Nazis at the Center of the Earth                  | Nazis at the Center of the Earth           | Adrian Riestad | Joseph J. Lawson   |
| 2012 | Un chihuahua en Beverly Hills 3: ¡Viva la fiesta! | Beverly Hills Chihuahua 3: Viva La Fiesta! | Oscar (voz)    | Lev L. Spiro       |
| 2014 | Juego peligroso                                   | Wicked Blood                               | Bobby Stinson  | Mark Young         |
| 2017 | Dead Again in Tombstone                           | Dead Again in Tombstone                    | Jackson Boomer | Roel Reiné         |

### Películas de televisión
| Año  | Título                                       | Título original     | Personaje        | Dirección     |
| ---- | -------------------------------------------- | ------------------- | ---------------- | ------------- |
| 1994 | Jóvenes y rebeldes: Los motoristas del miedo | Motorcycle Gang     | Jake             | John Milius   |
| 1998 | Mala suerte                                  | Black Cat Run       | Norm Babbitt     | D.J. Caruso   |
| 2005 | Code Breakers                                | Code Breakers       | Straub           | Rod Holcomb   |
| 2006 | Death Row                                    | Death Row           | Marco            | Kevin VanHook |
| 2007 | Playing Chicken                              | Playing Chicken     | Karl             | John Pasquin  |
| 2015 | Reunión de Navidad                           | A Christmas Reunion | Dylan Carruthers | Sean Olson    |
| 2023 | Chaos on the Farm                            | Chaos on the Farm   | Lawrence         | Derek Sulek   |

### Series de televisión
| Año  | Título                                                | Título original                            | Personaje                  | Notas        |
| ---- | ----------------------------------------------------- | ------------------------------------------ | -------------------------- | ------------ |
| 1992 | Duda cruel                                            | Cruel Doubt                                | (estudiante)               | Miniserie    |
| 1994 | Rebel Highway                                         | Rebel Highway                              | Jake                       | 1 episodio   |
| 1994 | Historias de la cripta                                | Tales from the Crypt                       | Frank                      | 1 episodio   |
| 1999 | Shasta McNasty                                        | Shasta McNasty                             | Dennis                     | 22 episodios |
| 2002 | Jeremiah                                              | Jeremiah                                   | Jake Davenport             | 1 episodio   |
| 2002 | La dimensión desconocida / Los límites de la realidad | The Twilight Zone                          | Vince Hansen               | 1 episodio   |
| 2003 | Fastlane: Brigada especial                            | Fastlane                                   | Johnny 'O' Oregano         | 1 episodio   |
| 2003 | Karen Sisco                                           | Karen Sisco                                | Peter Dillard              | 1 episodio   |
| 2004 | Hechiceras / Embrujadas                               | Charmed                                    | Nigel                      | 1 episodio   |
| 2005 | Sexo, amor y secretos                                 | Sex, Love & Secrets                        | Ray Foley                  | 6 episodios  |
| 2007 | CSI: Miami                                            | CSI: Miami                                 | Phillip Craven             | 1 episodio   |
| 2008 | Comanche Moon                                         | Comanche Moon                              | Tudwal                     | 2 episodios  |
| 2009 | El mentalista                                         | The Mentalist                              | Vern Nichols               | 1 episodio   |
| 2010 | Hijos de Tucson                                       | Sons of Tucson                             | Tony                       | 1 episodio   |
| 2010 | The Good Guys                                         | The Good Guys                              | Brody                      | 1 episodio   |
| 2011 | TORC: The Off-Road Championship                       | TORC: The Off-Road Championship            | (narrador)                 | 1 episodio   |
| 2011 | CSI: Nueva York                                       | CSI: NY                                    | Randy Davis                | 1 episodio   |
| 2011 | Caso resuelto                                         | The Closer                                 | Eric Shaw                  | 1 episodio   |
| 2011 | Good Vibes                                            | Good Vibes                                 | Turk                       | 12 episodios |
| 2012 | The Finder                                            | The Finder                                 | Bobby the Twin             | 1 episodio   |
| 2012 | Franklin y Bash                                       | Franklin & Bash                            | Doctor Doug                | 1 episodio   |
| 2013 | Psych                                                 | Psych                                      | (agente del FBI)           | 1 episodio   |
| 2014 | Perception                                            | Perception                                 | Jeff                       | 1 episodio   |
| 2014 | From Dusk till Dawn: The Series                       | From Dusk till Dawn: The Series            | Aiden 'Sex Machine' Tanner | 26 episodios |
| 2015 | Justified: La ley de Raylan                           | Justified                                  | Lewis Mago                 | 1 episodio   |
| 2015 | Texas Rising                                          | Texas Rising                               | Samuel Wallace             | Miniserie    |
| 2017 | Day 5                                                 | Day 5                                      | Karl                       | 2 episodios  |
| 2017 | Freakish                                              | Freakish                                   | Earl                       | 5 episodios  |
| 2017 | Ray Donovan                                           | Ray Donovan                                | LSN Chef Dave              | 3 episodios  |
| 2018 | Navy: Investigación criminal                          | NCIS: Naval Criminal Investigative Service | Whit Dexter                | 1 episodio   |
| 2018 | Agentes de S.H.I.E.L.D.                               | Agents of S.H.I.E.L.D.                     | Tony Caine                 | 2 episodios  |
| 2019 | L.A.'s Finest. Policías de Los Ángeles                | L.A.'s Finest                              | Bishop Duvall              | 5 episodios  |
| 2019 | Stranger Things                                       | Stranger Things                            | Bruce                      | 5 episodios  |
| 2019 | Swamp Thing                                           | Swamp Thing                                | Shaw                       | 1 episodio   |
| 2019 | Mr. Robot                                             | Mr. Robot                                  | Freddy Lomax               | 1 episodio   |
| 2022 | The Rookie: Feds                                      | The Rookie: Feds                           | Rusty Filmore              | 1 episodio   |